# 칭찬
칭찬은 어떤 대상에 대한 장점을 말해주는 것이다. 칭찬은 상대의 기분을 좋게 해주는 효과가 있다. 그러나 경우에 따라 잘못된 칭찬은 상대에게 부담을 주며, 역효과를 불러오는 경우도 있다.